# إشتفان بودور
إشتفان بودور (بالمجرية: Bodor István)‏ هو راكب الكنو مجري، ولد في 1927، وتوفي في 17 يوليو 2000.

## وصلات خارجية
- إشتفان بودور على موقع أوليمبيديا (الإنجليزية)